# Československá hokejová liga 1973/1974
31. ročník Československé hokejové ligy 1973/74 se hrál pod názvem I. liga.

## Herní systém
12 účastníků v jedné skupině, hrálo se čtyřkolově systémem každý s každým. Poslední mužstvo sestoupilo.

## Pořadí
| Poř. | Tým                     | Zápasy | Výhry | Remízy | Porážky | Skóre   | Body |
| ---- | ----------------------- | ------ | ----- | ------ | ------- | ------- | ---- |
| 1.   | Dukla Jihlava           | 44     | 30    | 9      | 5       | 199:89  | 69   |
| 2.   | Sparta ČKD Praha        | 44     | 28    | 2      | 14      | 163:108 | 58   |
| 3.   | Tesla Pardubice         | 44     | 23    | 9      | 12      | 151:125 | 55   |
| 4.   | ZKL Brno                | 44     | 18    | 10     | 16      | 148:139 | 46   |
| 5.   | SONP Kladno             | 44     | 19    | 7      | 18      | 159:145 | 45   |
| 6.   | VSŽ Košice              | 44     | 19    | 7      | 18      | 148:139 | 45   |
| 7.   | Slovan CHZJD Bratislava | 44     | 19    | 6      | 19      | 162:177 | 44   |
| 8.   | CHZ Litvínov            | 44     | 18    | 4      | 22      | 140:157 | 40   |
| 9.   | VŽKG Ostrava            | 44     | 14    | 10     | 20      | 149:156 | 38   |
| 10.  | Motor České Budějovice  | 44     | 13    | 9      | 22      | 123:169 | 35   |
| 11.  | Škoda Plzeň             | 44     | 14    | 6      | 24      | 147:169 | 34   |
| 12.  | VTŽ Chomutov            | 44     | 6     | 7      | 31      | 124:240 | 19   |

## Nejlepší střelec
Václav Nedomanský (Slovan Bratislava) - 46 gólů

## Nejproduktivnější hráči sezóny
| Poř. | Hráč              | Mužstvo                 | Zápasy | Góly | Asistence | Body |
| ---- | ----------------- | ----------------------- | ------ | ---- | --------- | ---- |
| 1.   | Václav Nedomanský | Slovan CHZJD Bratislava | 43     | 46   | 28        | 74   |
| 2.   | Milan Nový        | Dukla Jihlava           | 42     | 35   | 19        | 54   |
| 3.   | Ivan Hlinka       | CHZ Litvínov            | 42     | 27   | 27        | 54   |
| 4.   | Vladimír Martinec | Tesla Pardubice         | 40     | 31   | 22        | 53   |
| 5.   | Július Haas       | Slovan CHZJD Bratislava | 39     | 25   | 27        | 52   |
| 6.   | Jaroslav Holík    | Dukla Jihlava           | 43     | 18   | 28        | 46   |
| 7.   | Petr Brdička      | Sparta ČKD Praha        | 39     | 24   | 19        | 43   |
| 8.   | Richard Farda     | ZKL Brno                | 41     | 21   | 22        | 43   |
| 9.   | Jaroslav Mec      | VŽKG Ostrava            | 42     | 30   | 12        | 42   |
| 10.  | Bedřich Brunclík  | VSŽ Košice              | 44     | 23   | 19        | 42   |

## Zajímavosti
- Od tohoto ročníku byly zápasy definitivně řízeny třemi rozhodčími.

## Soupisky mužstev

### Sparta ČKD Praha
Jiří Holeček (41/2,327/-/-),
Jaroslav Radvanovský (4/4,00/-/-),
Milan Nikl (-/-/-/-) -
Jan Eysselt (44/7/3/42),
Petr Gürtler (34/1/2/12),
Josef Horešovský(39/7/7/15),
Vladimír Kostka (41/5/3/10),
Miroslav Kuneš (42/3/7/51),
Karel Pavlík (6/0/0/0),
Jaroslav Šíma (39/6/12/85),
Vladislav Vlček (42/1/0/6) -
Petr Brdička (44/24/16/24),
Václav Černý (42/14/9/6),
Petr Dohnal (43/13/13/54),
Jan Havel (44/15/12/24),
Tomáš Herstus (4/0/0/0),
Václav Honc (43/7/9/12),
Jiří Kochta (27/16/15/26),
Karel Najman (2/0/0/0),
Jiří Nikl (37/18/8/30),
Lubomír Pěnička (27/2/1/0),
Pavel Richter (44/7/7/20),
Pavel Svoboda (16/0/0/0),
Jindřich Vícha (43/7/9/8),
František Vorlíček (33/10/15/30)

### ZKL Brno
Vladimír Dzurilla (38/2,92/90,2),
Vladimír Nadrchal (11/2,10/-) – 
Jiří Černošek (6/0/0/-),
Ctirad Fiala (41/2/4/-),
Lubomír Hrstka (44/1/15/-),
Břetislav Kocourek (37/1/2/-),
Oldřich Machač (43/12/10/-),
Pavel Pazourek (43/3/3/20), 
Rudolf Pivoňka (1/0/0/-),
Otto Železný (41/2/2/26) –
Rostislav Čada (16/2/4/-),
Josef Černý (44/23/12/-),
Svatopluk Číhal (37/15/9/-),
Richard Farda (41/21/22/-),
Libor Havlíček (43/4/12/28),
Jiří Janák (39/9/5/-),
Jaroslav Jiřík (34/9/4/-),
Vladimír Kunc (41/6/14/28),
Zdeněk Mráz (43/23/20/-),
Karel Nekola (43/15/9/22),
Jaromír Pořízek (19/1/2/-) –
trenér Augustin Bubník

### SONP Kladno
Miroslav Krása (20/3,33/89,5/0/0),
Miroslav Termer (28/3,27/89,5/1/0) –
Miroslav Biskup (13/0/1/4),
Bohumil Čermák (42/4/5/26),
František Pospíšil (44/7/27/22),
Miroslav Růžička (1/0/1/0),
Otakar Vejvoda (44/3/8/43),
Jaroslav Vinš (44/9/9/22) –
Lubomír Bauer (15/1/2/2),
Zdeněk Hrabě (43/21/13/13),
Jaroslav Kofent (21/5/1/6),
Miroslav Křiváček (44/19/10/19),
Zdeněk Müller (44/13/11/22),
Zdeněk Nedvěd (44/18/9/14),
Eduard Novák (37/23/20/34),
Lubomír Rys (44/9/9/15),
Milan Skrbek (38/4/8/26),
Václav Sýkora (42/17/18/18),
Martin Šašek (3/0/1/4),
Ladislav Vysušil (32/6/7/20) – trenéři Jaroslav Volf a Václav Slánský

### CHZ Litvínov
Vlastimil Březina (4/1,75/-/-),
Miroslav Kapoun (43/3,49/-/-) -
Zdeněk Bahenský (40/1/0/-),
Jiří Bubla (40/9/8/-),
Miroslav Daněk (24/2/2/-),
Oldřich Obrtlík (36/2/5/-),
Miroslav Rykl (42/3/7/-),
Jan Vopat (41/3/4/-) -
Josef Beránek (43/18/9/-),
Ivan Hlinka (42/27/27/-),
Oldřich Kašťák (41/5/3/-),
Vladimír Machulda (42/7/10/-),
Karel Marx (21/1/0/-),
Jaroslav Nedvěd (19/8/7/-),
Karel Ruml (30/11/10/-),
Milan Schoř (23/0/0/-)
Josef Straka (22/1/4/-),
Jaroslav Svatoš (14/2/1/-),
Josef Ulrych (44/24/16/-),
Antonín Waldhauser (42/9/5/-),
Petr Zelenka (34/2/2/-),
Dušan Zikmund (38/5/9/-)

## Kvalifikace o I. ligu
- TJ Gottwaldov - ŠK Liptovský Mikuláš 4:1 (9:2, 8:2, 4:5, 3:1, 8:2)

## Rozhodčí

### Hlavní
- Jiří Adam
- Milan Barnet
- Štefan Baštuga
- Rudolf Baťa
- Michal Bucala
- Ivo Filip
- Libor Jursa
- Ján Macho
- Juraj Okoličány
- Miloš Pláteník
- Aleš Pražák
- František Sirotek
- Vilém Turek

### Čároví
- Vladimír Šubrt -  Dalibor Knecht
- Miloslav Pešek -  Jan Budinský
- František Němec -  Ivan Koval
- Richard Hajný -  Josef Novotný
- Vlastislav Horák -   Luděk Matěj
- Luděk Exner -  Karel Sládeček
- Karel Nedorost -  Vojtěch Pochop
- Zdeněk Bouška -  Miroslav Průcha
- Miroslav Gröger -  František Martinko
- Ján Liška -  Ivan Marko